# 苏珊·基弗尔
苏珊·玛丽·基弗尔，AC（英語：Susan Mary Kiefel，1954年1月17日—），是澳大利亚法律学者及司法官员，毕业于剑桥大学，曾任澳大利亚首席大法官（2017-2023）。她于2007年起在澳大利亚高等法院工作，担任该法院法官。在此之前曾担任过昆士兰州最高法院法官。苏珊·基弗尔是是第一位担任澳洲首席大法官的女性，也是澳大利亚勋章的拥有者。